# Martha Koepp-Susemihl
Martha Auguste Elise Koepp-Susemihl (* 7. Oktober 1872 in Neuvorwerk bei Ratzeburg; † 23. November 1936 in Göttingen) war eine deutsche Malerin.

## Leben

### Familie
Martha Koepp-Susemihl war die Tochter von Carl Friedrich Wilhelm Susemihl (* 2. November 1827 in St. Georgsberg bei Ratzeburg; † 22. Februar 1898 in Kiel), Domänenpächter von Neuvorwerk und dessen zweiter Ehefrau Justa Albertine Mathilde (1845–1923), Tochter von Jeppe Prehn (* 29. August 1803 in Kopenhagen; † 28. November 1850 in Reichenbach in Sachsen); sie hatte noch drei leibliche Geschwister. Aus der ersten Ehe ihres Vaters mit der älteren Schwester seiner zweiten Ehefrau Henriette Thomasine Prehn (1838–1866) hatte sie vier Halbgeschwister. Ihr Großvater väterlicherseits war der Verwaltungsjurist Joachim Bernhard Susemihl und ihre Tante war die Schriftstellerin Lotte Hegewisch.
Sie war seit 1899 in Osterrade bei Bovenau mit dem Archäologen Friedrich Koepp verheiratet und zog in Münster zu ihm in die Lazarethstraße 3; 1925 ließen sie sich in Göttingen im Schildweg 17 nieder. Von ihren Kindern sind namentlich bekannt:
- Friedrich Koepp (* 14. September 1900 in Münster; † 3. November 1971 in Hinterzarten im Schwarzwald), sein Pate war der Archäologe Karl Dilthey[5];
- Wilhelm Koepp (* 21. Januar 1902; † 1986 in Dresden), Dipl. Ing., verheiratet mit Thea Diener (30. November 1914; † 10. Dezember 2002 in Dresden)[6];
- Lina Koepp (* 1908; † 1999), verheiratet mit dem Pastor Lic. Theodor Werdermann.

### Werdegang
Martha Koepp-Susemihl erhielt von 1893 bis 1896 in Berlin durch Wilhelm Feldmann, Erich Kips und Paul Vorgang eine Ausbildung in der Landschaftsmalerei; in dieser Zeit lernte sie 1893 die Bildhauerin Anna Magnussen-Petersen kennen, mit der sie 1894 zusammenlebte; die beiden verband eine lebenslange Freundschaft.
Sie arbeitete zwar von 1896 bis 1897 in ihrem eigenen Atelier in München, ließ sich jedoch noch von dem Landschaftsmaler Peter Paul Müller korrigieren und wurde dann in Kiel bei ihrem Halbbruder Wilhelm Franz Joachim Susemihl (1861–1942) in der Dänischen Straße 42 ansässig.
Über den Verbleib ihrer Werke ist nichts bekannt.

### Ausstellungen
Seit 1896 beteiligte Martha Koepp-Susemihl sich an den Ausstellungen der Schleswig-Holsteinischen Kunstgenossenschaft und wurde in der Landesausstellung von 1896 als eine unserer berufensten holsteinischen Künstlerinnen gewürdigt.
Ihre Bilder waren auch auf der Großen Berliner Kunstausstellung 1897 und auf der Münchner Glaspalastausstellung von 1899 vertreten.

## Mitgliedschaften
- Martha Koepp-Susemihl war Mitglied der Allgemeinen Deutschen Kunstgenossenschaft.[8]

## Werke (Auswahl)
- Haus am Feldweg (Ölbild um 1890).